# Sheena Gooding
Sheena Gooding (née le 1er août 1981) est une athlète barbadienne, spécialiste du 800 mètres.

## Biographie
Athlète précoce, Sheena Gooding se distingue en demi-fond à partir de l'âge de 13 ans lors de ses participations aux Jeux de la CARIFTA, sur les distances du 800 mètres et du 1500. Elle y obtient trois podiums en 1996 et 1997 (moins de 17 ans), et encore deux autres en 1999 et 2000 (moins de 20 ans). Elle termine 5e des championnats NCAA le 1er juin 2001 à Eugene, avec un temps de 2 min 4 s 95, ce qui constitue le record de Barbade.
En 2003 elle abaisse cette marque à 2 min 3 s 91 lors des Drake Relays à Des Moines, et remporte la même année la médaille de bronze aux Championnats d'Amérique centrale et des Caraïbes, derrière la Grenadine Neisha Bernard-Thomas et la Jamaïcaine Kenia Sinclair. Lors de l'édition 2005, qui se déroule à Nassau, elle finit 4e en 2 min 3 s 59, record national, à deux secondes et demie de Bernard-Thomas. Elle obtient son meilleur classement en 2008 : deuxième derrière la Colombienne Rosibel García.
Sheena Gooding détient également le record national du 1500 mètres.

### Palmarès
| Date | Compétition                                      | Lieu           | Résultat | Performance   |
| ---- | ------------------------------------------------ | -------------- | -------- | ------------- |
| 2003 | Championnats d'Amérique centrale et des Caraïbes | Grenade        | 3e       | 2 min 04 s 55 |
| 2003 | Jeux panaméricains                               | Saint-Domingue | 6e       | 2 min 06 s 28 |
| 2005 | Championnats d'Amérique centrale et des Caraïbes | Nassau         | 4e       | 2 min 03 s 59 |
| 2007 | Championnats NACAC                               | San Salvador   | 3e       | 2 min 06 s 01 |
| 2008 | Championnats d'Amérique centrale et des Caraïbes | Cali           | 2e       | 2 min 06 s 60 |

### Records
| Épreuve     | Épreuve      | Performance   | Lieu        | Date            |
| ----------- | ------------ | ------------- | ----------- | --------------- |
| 800 mètres  | En plein air | 2 min 03 s 59 | Nassau      | 11 juillet 2005 |
| 800 mètres  | En salle     | 2 min 06 s 97 | Budapest    | 5 mars 2004     |
| 1500 mètres | En plein air | 4 min 32 s 64 | Baton Rouge | 29 mars 2008    |